# Dworzec (obwód tarnopolski)
Dworzec (ukr. Двірець) – wieś na Ukrainie w obwodzie tarnopolskim, w rejonie krzemienieckim.
Wieś należała do starostwa krzemienieckiego